# .edu

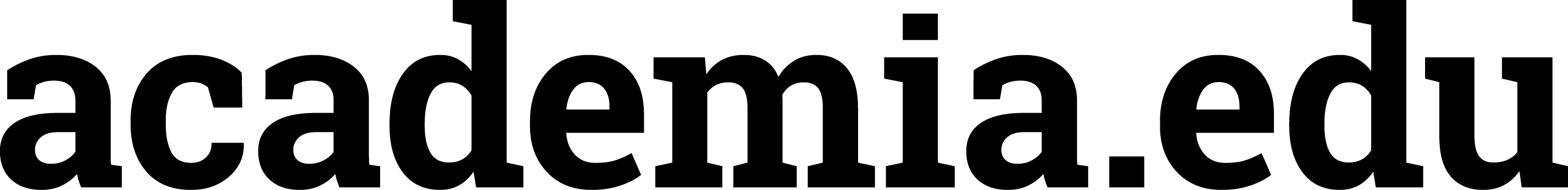
Logo de una página web con dominio.edu

El dominio .edu es un dominio de nivel superior patrocinado (sTLD, sus siglas en inglés) que forma parte del sistema de nombres de dominios de Internet. El dominio .edu es utilizado únicamente con fines educativos, ya sea por instituciones educativas u oficinas gubernamentales relacionadas con estas. Desde el 2001, a los nuevos inscritos al dominio se les ha requerido que sean instituciones de educación superior afiliados a los Estados Unidos, aunque desde entonces los que ya estaban registrados que no están afiliados a los Estados Unidos —e incluso aquellas instituciones no educativas— conservan sus registros hoy en día.
Otros países tienen un dominio .edu de segundo nivel, por ejemplo para España sería .edu.es o .edu.co para Colombia.

## Elegibilidad
Desde el 29 de octubre de 2001, solamente instituciones y organizaciones de educación superior que sean institucionalmente acreditadas por una agencia en la lista de agencias de acreditación nacionalmente reconocidas del Departamento de Educación de los Estados Unidos son elegibles para solicitar un dominio .edu. Para poder ser elegible, una institución debe estar ubicada en los EE. UU., estar legalmente organizada en EE. UU. o haber sido reconocida por un estado de EE. UU., agencia territorial o federal. También pueden registrar un nombre de dominio .edu oficinas de sistema universitario, oficinas de distrito de colegios comunitarios y otras entidades dentro de los EE. UU. que están organizadas para administrar y gobernar múltiples instituciones postsecundarias acreditadas. Cada institución elegible está limitada de registrar un solo dominio .edu, pero las instituciones también pueden usar nombres en otros dominios de nivel superior.